# Vijf preludes voor gitaar
De Vijf preludes voor gitaar is een verzameling composities van Heitor Villa-Lobos.
De Braziliaanse componist schreef deze preludes in Rio de Janeiro met in het achterhoofd gitarist Andrés Segovia. De vijf preludes zijn geschreven in de stijl die doet denken aan João Pernambuco, aldus de gitarist Turibio Santos, die een studie naar de werken deed. De vijf preludes zijn:
- Prelude nr. 1 in e mineur (andante expressivo)
- Prelude nr. 2 in E majeur (andantino)
- Prelude nr. 3 in a mineur (andante)
- Prelude nr. 4 in e mineur (lento)
- Prelude nr. 5 in D majeur (poco animato).

Ze verwijzen alle naar het Braziliaanse leven. Nummer 1 verwijst naar de mensen wonende in/op de  Sertão, nummer 2 verwijst naar het carnaval van Rio met capadócia en capoeira, nummer 3 is een hommage aan Johann Sebastian Bach (een kleine Bachianas brasileiras), nummer 4 gaat over Braziliaanse indianen en nummer 5 over de jeugdige bezoekers van concerten en theaters.
Abel Carlevaro gaf de première van deze set op 11 december 1943 tijdens een concert in Montevideo, Uruguay. Van de Vijf preludes is een uitgebreide discografie bekend; er zijn onder andere opnamen bekend van John Williams, Julian Bream en Pepe Romero. 
Volgens zowel Santos als David P. Appleby (biograaf van Villa-Lobos) zou er nog een zesde prelude zijn geweest. Deze zou verloren zijn gegaan bij een brand in de woning van Segovia tijdens de Spaanse Burgeroorlog. Substantieel bewijs van dit deel is nooit gevonden. De uitgeverij Eschig gaf er maar vijf uit in 1954. Van de preludes is een pianotranscriptie gemaakt door José Vieaira Brandão.
Mindinha, aan wie het is opgedragen, is de koosnaam voor Arminda Villa-Lobos, vrouw van de componist.